# Las Fábricas de Francia (Puebla)

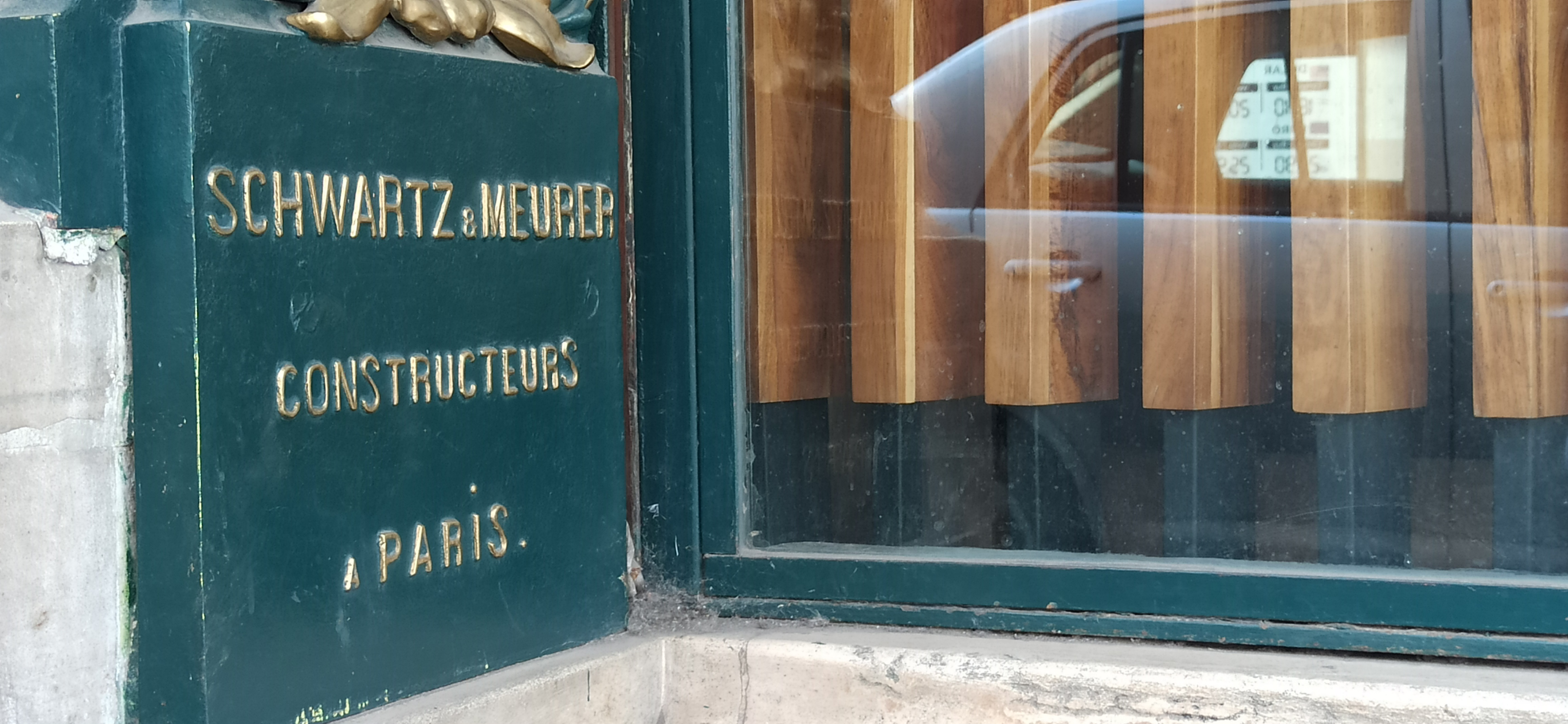
Fábricas de Francia

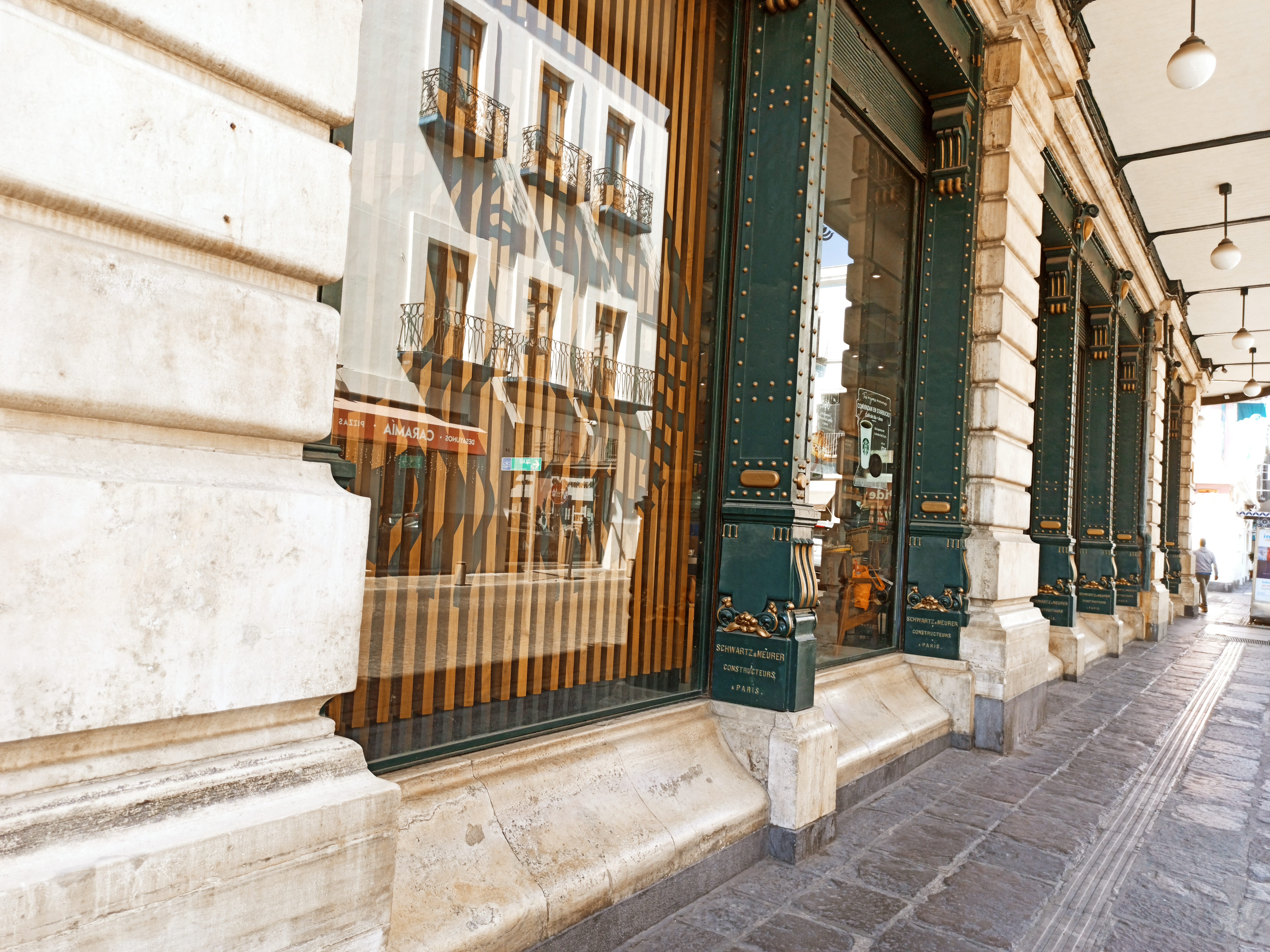
Fábricas de Francia

Las Fábricas de Francia, también conocido como edificio francés de Puebla o almacén La Ciudad de México, es un inmueble del Centro Histórico de la ciudad de Puebla, en Puebla, México. Fue inaugurado en 1910 y construido por un grupo de migrantes franceses que se dedicaban al comercio de ropa. Su arquitectura refleja el estilo art noveau en Puebla y en 1983 fue declarado monumento histórico por el Instituto Nacional de Antropología e Historia. Actualmente, el edificio es sede de la Capilla del Arte de la Universidad de las Américas Puebla.

## Historia
A causa del asedio sufrido en 1863 por la intervención francesa en México, se inició en Puebla un proceso de restauración arquitectónica, lo que alteró el paisaje colonial del Centro Histórico con nuevos estilos, como el neoclásico. De este modo, el habitual estilo barroco de Puebla comenzó a convivir con edificaciones de la belle époque europea.

### AlmacénLa Ciudad de México
Durante la época del Porfiriato se impulsó en México la aparición de los grandes almacenes, por lo que en Puebla un grupo de inmigrantes del valle de Barcelonnette (los barcelonnettes) edificó, entre 1907 y 1910, un local comercial ubicado en la calle de Mercaderes y Costado de San Pedro (hoy, 2 Oriente y 2 Norte), al lado del inmueble conocido como la Casa de los Muñecos y a 100 metros del Palacio Municipal. El 21 de febrero de 1910, el edificio fue inaugurado bajo el nombre de almacén La Ciudad de México. Teniendo como dueños a los hermanos Lions y a su socio Adrian Reinaud.
El almacén formaba parte de una cadena de negocios similares que exhibían y vendían productos traídos de ultramar, propiciando el comercio con Francia, Inglaterra y Estados Unidos. Por ello, continuó, los establecimientos eran llamados con apelativos que referían a ese negocio marítimo 
A finales de 1910, los barcelonnettes se percataron de que estaba a punto de estallar un gran conflicto en el país, anticipando la caída del presidente Porfirio Díaz. Aunque el paso de la Revolución Mexicana no cerró la tienda, sí afectó sus ventas y ganancias. Como la lucha revolucionaria casi no pasó por la capital de Puebla, la actividad económica prosiguió.
Sin embargo, en 1914, el inicio de la Primera Guerra Mundial nubló el panorama para los inversionistas del almacén. En 1917, el empresario estadounidense William O. Jenkins fue invitado como socio, y en 1925 se convirtió en dueño del inmueble. El 1 de julio de 1927, la propiedad fue transmitida a Jenkins a través de la razón social Edificio Imperial S.A.
Destacó que si bien en la ciudad de Guadalajara existió otro almacén similar en el que se vendían artículos personales y novedades, el de Puebla resaltó porque el inmueble construido –por el cual se derribaron un par de casas coloniales– fue hecho exclusivamente para el comercio, a la par de que se vendían insumos hechos en las fábricas textiles de la región.

### Las Fábricas de Francia
En 1926, el edificio albergó el almacén Las Fábricas de Francia, que ocupó el local hasta su desaparición en mayo de 1964. Durante la extinción de dicha empresa, el inmueble fue ocupado por los Almacenes Blanco, que se dedicaron a liquidar las mercancías dejadas por Las Fábricas de Francia. Almacenes Blanco permaneció en el edificio francés hasta su cierre en noviembre de 1974. A partir de esa fecha, el inmueble quedó en el abandono.
Por su parte, William Jenkins donó el edificio a favor de la Fundación Mary Street Jenkins en 1958.

### Declaración como monumento histórico
El 19 de agosto de 1983, el Instituto Nacional de Antropología e Historia de México declaró al edificio francés como monumento histórico, en conformidad con la Ley Federal sobre Monumentos y Zonas Arqueológicas, Artísticas e Históricas.
En 1986 se propuso convertir el edificio en un museo de arte y, entre 1988 y 1989, la Fundación Mary Street Jenkins inició los trabajos para crear un centro de investigación y restauración de monumentos y piezas artísticas. Sin embargo, el proyecto no se concretó, aunque sí desencadenó obras de remodelación en el inmueble. En lugar del museo, en 1989 se rentó el edificio a la cadena Vips para el establecimiento de un restaurante.

### La Capilla del Arte
El 10 de octubre de 2009, la Universidad de las Américas Puebla inauguró la Capilla del Arte, una galería de arte. En 2013, se realizaron trabajos de restauración, con los que se sustituyeron elementos dañados y se hizo un tratamiento para resanar las áreas más dañadas de la estructura metálica.

## Arquitectura
El Palacio de Cristal de Londres, una edificación de 70 mil metros cuadrados, sirvió como inspiración para los constructores del edificio francés. Al igual que en el inmueble británico, se buscó simular las "cajas de luz" mediante recintos con amplios escaparates que, al mostrar la mercancía al público paseante, fueran atraídos al interior. Así mismo, se utilizó el hierro en la estructura por ser un material que portaba solidez, estabilidad y ligereza a la construcción. Otra tienda de menores dimensiones, las Nouvelles Galeries de Bourges, también sirvieron como modelo para la creación del edificio.
El edificio se asienta en 1,581 metros cuadrados y tiene unos cinco mil metros cuadrados de construcción. Está formado por dos inmuebles interconectados: uno, del lado de la 2 Norte, de 36 metros (donde se ubica actualmente la Capilla del Arte); y el otro, del lado de la 2 Oriente, con 31.
En la fachada del edificio se combina el hierro de la estructura con piedra. Aunque se pensaba que la piedra de color marrón que soportan la estructura de metal provenía de Francia, en realidad fue extraída de la hacienda de Espíritu Santo Tatetla, en la zona de Izúcar de Matamoros. Sin embargo, sí son de procedencia francesa las piezas de cerámica o mayólica con relieves orgánicos en color verde oscuro de la fachada.